# Vantoux
Vantoux ist eine französische Gemeinde mit 818 Einwohnern (Stand 1. Januar 2022) im Département Moselle in der Region Grand Est (bis 2015 Lothringen). Sie gehört zum Arrondissement Metz.

## Geographie
Vantoux liegt vier Kilometer nordöstlich von Metz am Bach Vallières auf einer Höhe zwischen 171 und 258 m über dem Meeresspiegel. Das Gemeindegebiet umfasst 2,45 km². Auf dem Gemeindegebiet von Vantoux kreuzen sich die Autobahnen A 4, A 314 und A 315.

## Geschichte
Die Ortschaft gehörte früher zum Bistum Metz. Ältere Ortsbezeichnungen sind Vantous (1128), Ventol (1147), Vantoux (1158) und Vantox (1226).
Im Dorf steht eine Kapelle im romanischen Baustil aus der Zeit des beginnenden 11. Jahrhunderts. Die Bartholomäuskapelle gehörte früher zum Kirchspiel Mey, kam aber in Privatbesitz. Während der 1880er Jahre wurde das Gebäude als Remise genutzt.
Das Gemeindewappen zeigt das Wahrzeichen des Ortes namens „La Croix Louve“.
Durch den Frankfurter Frieden vom 10. Mai 1871 kam die Region an das deutsche Reichsland Elsaß-Lothringen, und das Dorf wurde dem Landkreis Metz im Bezirk Lothringen zugeordnet. Die Dorfbewohner betrieben Getreide-, Wein-, Obst- und Gemüseanbau. Nach dem Ersten Weltkrieg musste die Region aufgrund der Bestimmungen des Versailler Vertrags 1919 an Frankreich abgetreten werden und wurde Teil des Département Moselle.
Im Zweiten Weltkrieg war die Region von der deutschen Wehrmacht besetzt.
Der Ort trug 1915–18 und 1940–44 den eingedeutschten Namen Wanten.

### Bevölkerungsentwicklung
| Jahr      | 1962 | 1968 | 1975 | 1982 | 1990 | 1999 | 2007 | 2019 |
| Einwohner | 314  | 310  | 517  | 474  | 725  | 808  | 931  | 823  |

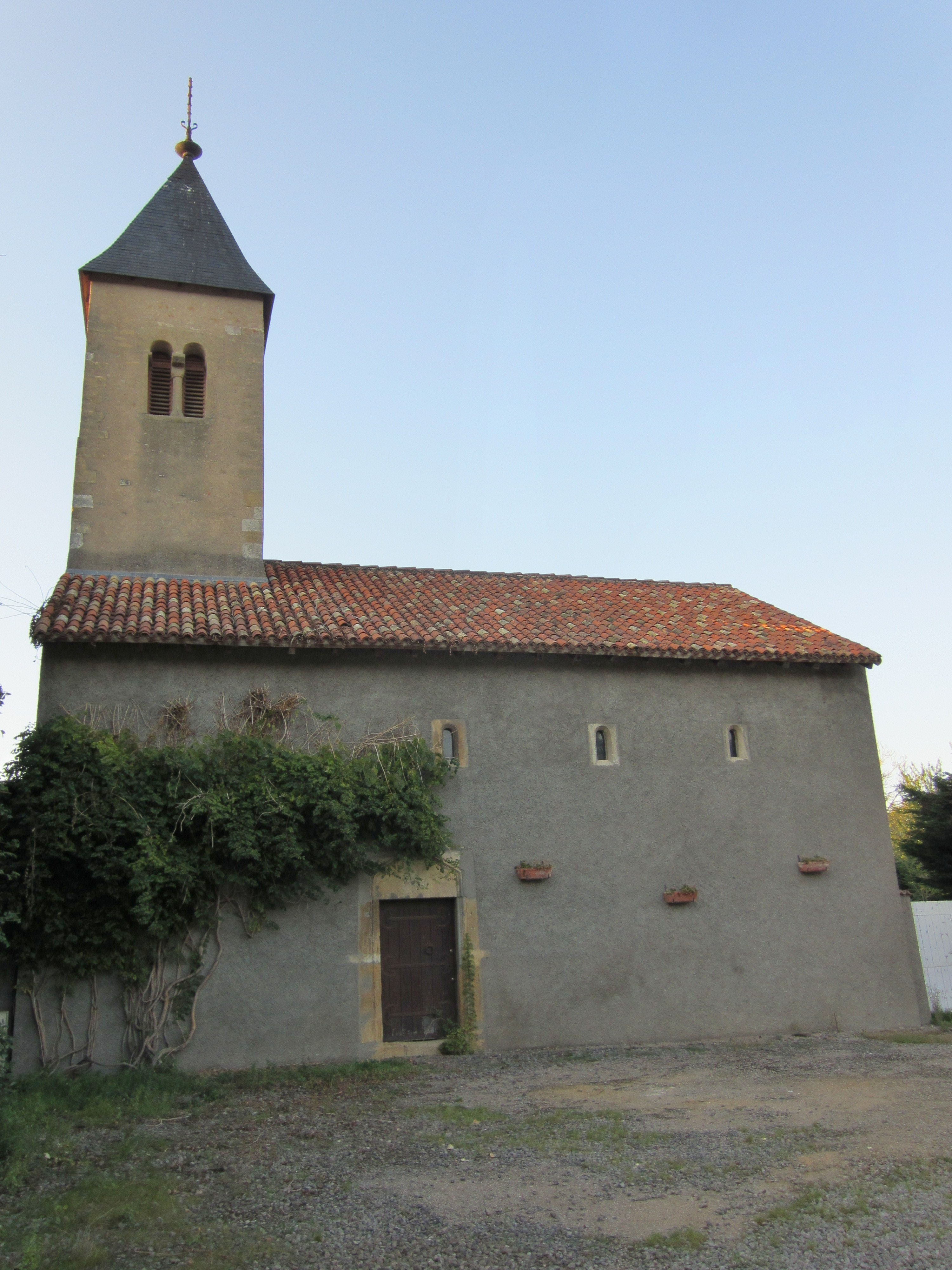
Ehemalige Bartholomäuskapelle (11. Jahrhundert)
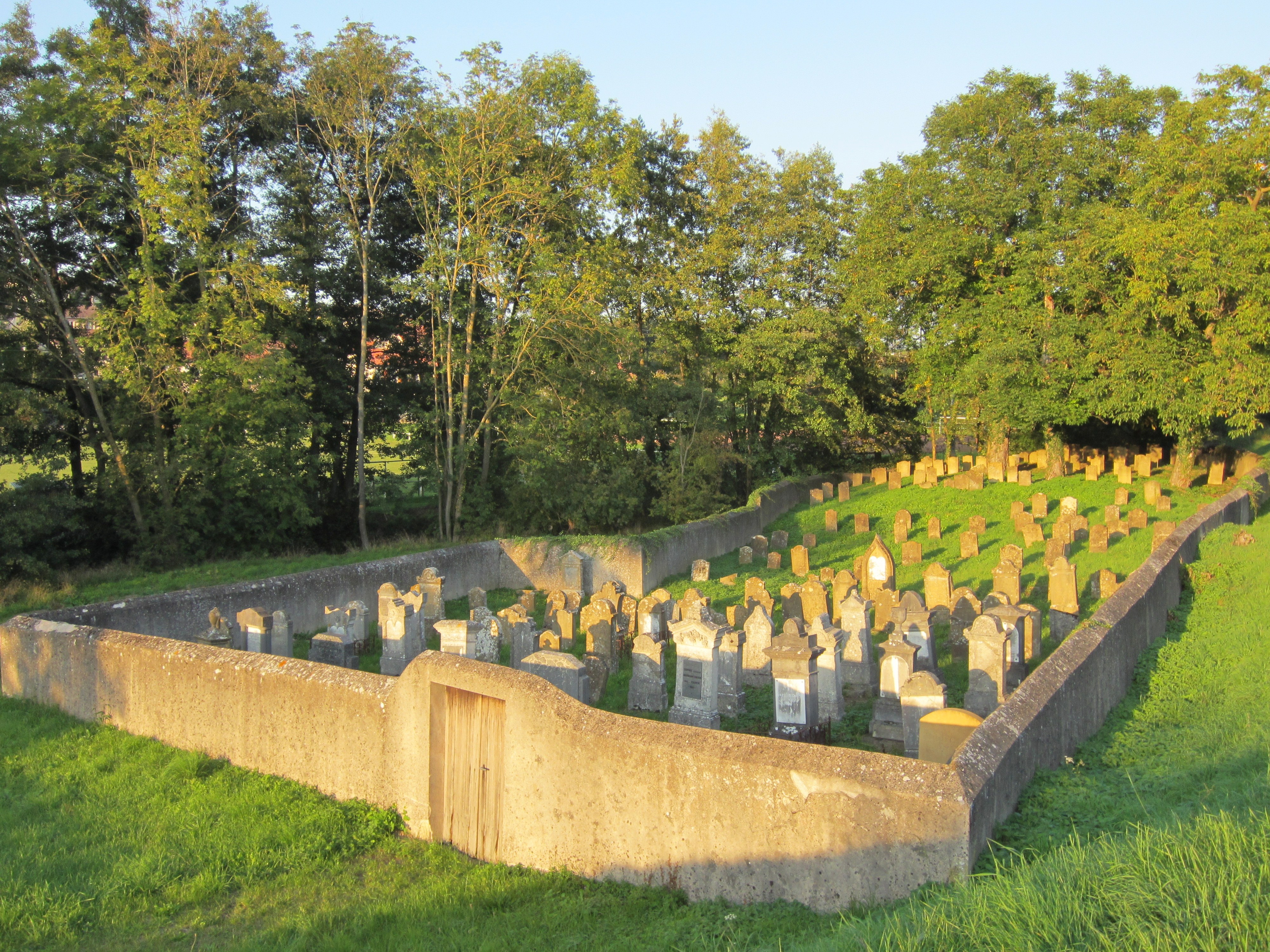
Jüdischer Friedhof

## Belege
1. 1 2  Eugen H. Th. Huhn: Deutsch-Lothringen. Landes-, Volks- und Ortskunde, Stuttgart 1875, S. 277  (google.books.de).
2. 1 2  Franz Xaver Kraus: Kunst und Alterthum in Elsass-Lothringen. Beschreibende Statistik. Band III: Kunst und Althertum in Lothringen, Friedrich Bull, Straßburg 1886, S. 1001 (books.google.de).
3. ↑  Wappenbeschreibung auf genealogie-lorraine.fr (französisch)